# 贺仁雨
贺仁雨（1953年12月—），男，湖南衡阳人，中华人民共和国政治人物。大专文化。

## 生平
1974年12月加入中国共产党。历任中共湖南省委办公厅综合调研处调研员、副主任、主任，办公厅副主任；湖南省发展计划委员会副主任、省经济研究信息中心主任；中共衡阳市委副书记、衡阳市人民政府副市长、代市长、市长等职。2005年10月，任湖南省信息产业厅厅长，2010年1月机构改革后任湖南省经济和信息化委员会党组书记。2010年11月，改任湖南省交通运输厅党组书记、厅长。2013年4月，卸任湖南省交通运输厅党组书记、厅长职务。